# Ҫ (слово ћирилице)
Ҫ (искошено: Ҫ ҫ) је слово ћириличног писма. Име се изговара , као изговор енглеске речи ⟨the⟩. У Уникоду, ово слово се назива „С са силазним словом“. На чувашком језику изгледа идентично латиничном слову Ç (Ç ç Ç ç). Понекад се дијакритички знак куке закриви удесно попут огоњека, као на SVG слици приказаној у бочној траци. У многим фонтовима, знак се помера улево.
Користи се у писмима башкирског, чувашког и енецког језика.
- На башкирском језику, представља безвучни зубни фрикатив .
- На чувашком језику, представља безвучни алвеоло-палатинални фрикатив .
- У енетском језику, представља безвучни алвеоло-палатални фрикатив .

Обично се романизује као 'ś', 'ş', 'θ' или 'þ'.

## Рачунарски кодови
| Знак                      | Ҫ                                         | Ҫ                                         | ҫ                                       | ҫ                                       |
| ------------------------- | ----------------------------------------- | ----------------------------------------- | --------------------------------------- | --------------------------------------- |
| Назив у Уникоду           | CYRILLIC CAPITAL LETTER ES WITH DESCENDER | CYRILLIC CAPITAL LETTER ES WITH DESCENDER | CYRILLIC SMALL LETTER ES WITH DESCENDER | CYRILLIC SMALL LETTER ES WITH DESCENDER |
| Врста кодирања            | децимална                                 | хексадецимална                            | децимална                               | хексадецимална                          |
| Уникод                    | 1194                                      | U+04AA                                    | 1195                                    | U+04AB                                  |
| UTF-8                     | 210 170                                   | D2 AA                                     | 210 171                                 | D2 AB                                   |
| Нумеричка референца знака | &#1194;                                   | &#x4AA;                                   | &#1195;                                 | &#x4AB;                                 |

## Слична слова
- С с Ћирилично слово
- Ѳ ѳ Ћирилично слово
- С̈ с̈ Ћирилично слово С са дијарезом